# Чалтырское сельское поселение
Чалтырское сельское поселение — муниципальное образование в Мясниковском районе Ростовской области. 
Административный центр поселения — село Чалтырь.

## Административное устройство
В состав Чалтырского сельского поселения входят:
- село Чалтырь;
- хутор Мокрый Чалтырь.

## Население
| 2010    | 2012    | 2013    | 2014    | 2015    | 2016    | 2017    |
| ------- | ------- | ------- | ------- | ------- | ------- | ------- |
| 15 741  | ↗16 043 | ↗16 370 | ↗16 748 | ↗17 123 | ↗17 488 | ↗17 803 |
| 2018    | 2019    | 2020    | 2021    |         |         |         |
| ↗18 087 | ↗18 424 | ↗18 784 | ↗18 878 |         |         |         |